# Kai Jagoda
Kai Jagoda (* 9. Juni 2000 in Berlin) ist ein deutscher Eiskunstläufer, der im Einzellauf antritt. Er ist der Deutsche Meister des Jahres 2024.

## Sportliche Karriere
Jagoda begann 2004 mit dem Eiskunstlauf. Er gehört dem SC Berlin an. Seit 2021 trainiert er in Oberstdorf bei Michael Huth und Robert Dierking.
Bei den Deutschen Meisterschaften belegte Jagoda 2020 den 4. Platz. 2022 und 2023 gewann er zweimal in Folge die Silbermedaille, bevor er 2024 zum ersten Mal Deutscher Meister wurde.
Jagoda vertritt Deutschland auch international. Er war für das deutsche Team für die Winter-Universiade 2021 nominiert, die allerdings aufgrund der COVID-19-Pandemie abgesagt wurde. Zwei Jahre später nahm er an den Winter World University Games 2023 in Lake Placid teil, wo er den 13. Platz erreichte.

## Ergebnisse
| Meisterschaft / Saison    | 2019/20 | 2020/21 | 2021/22 | 2022/23 | 2023/24 |
| ------------------------- | ------- | ------- | ------- | ------- | ------- |
| Deutsche Meisterschaften  | 4.      |         | 2.      | 2.      | 1.      |
| World University Games    |         |         |         | 13.     |         |
| Challenger-Serie / Saison | 2019/20 | 2020/21 | 2021/22 | 2022/23 | 2023/24 |
| Nebelhorn Trophy          |         | 11.     | 20.     |         | 7.      |
| Budapest Trophy           |         |         |         |         | 9.      |
| Warsaw Cup                |         |         |         | 23.     | 13.     |

## Persönliches
Jagoda studierte bis 2021 Psychologie an der Humboldt-Universität zu Berlin; seit seinem Umzug nach Oberstdorf setzt er sein Studium als Fernstudium an der IU Internationalen Hochschule fort.